# 麻生まりも
麻生 まりも（あそう まりも、1983年6月10日 - ）は、日本の元AV女優。
埼玉県出身。身長：148cm、サイズ：B100（I65cm） / W 60cm / H 86cm。

## 略歴
2003年夏に『デカプリン 麻生まりも』でデビュー。小柄な体格と童顔に、100cmIカップという巨乳で人気を博した。2005年秋に引退。

## 作品

### アダルトビデオ
2003年
- デカプリン 麻生まりも（5月27日 DVD 、クリスタル映像 / VENUS）
- 妹のデカプリン 麻生まりも（6月19日 DVD 、クリスタル映像 / VENUS）
- A級乳犯 麻生まりも（7月26日 DVD 、クリスタル映像 / VENUS）
- 彼女の場合 第一章 うれし涙 麻生まりも（8月26日 VHS / 2003年10月10日 DVD 、宇宙企画 / el Puente）
- 麻生まりも Re-MIX スペシャル（9月26日 DVD 、クリスタル映像 / MMC）
- 彼女の場合 第二章 哀しい涙 麻生まりも年（9月28日 VHS / 2003年11月7日 DVD 、宇宙企画 / el Puente）
- 痴女じゃないもん 麻生まりも（10月30日 DVD 、クリスタル映像 / VENUS）
- 潮吹きFUCK G-7 Part7（11月6日 DVD 、クリスタル映像 / VENUS）
- GOGOハレンチ娘 麻生まりも（12月20日 DVD 、クリスタル映像 / GRACE）
- 顔面シャワーエレクト10 Part26（12月25日 DVD 、クリスタル映像 / HERMES）

2004年
- 巨乳痴漢バス女子校生 麻生まりも（1月9日 VHS / DVD 、トータル・メディア・エージェンシー / TMA）
- A級乳犯 DX6（1月30日 DVD 、クリスタル映像 / MMC）
- La MAID 麻生まりも（2月27日 DVD 、ビッグモーカル / BUNNY）
- 麻生まりも Re-MIX スペシャル 2（2月27日 DVD 、クリスタル映像 / MMC）
- フェチアングル 巨乳 麻生まりも（3月5日 VHS / DVD 、トータル・メディア・エージェンシー / TMA）
- カリスマアイドル BEST COLLECTION 至高版（5月7日 VHS 、トータル・メディア・エージェンシー / TMA）
- カリスマアイドル 四十八手 BEST COLLECTION 至高版（5月7日 DVD 、トータル・メディア・エージェンシー / TMA）
- 麻生まりものぷにぷにIカップ（5月24日 VHS / 2004年6月18日 DVD 、VIP / Ribon MB）
- コスプレ召使い DX4（5月28日 DVD 、クリスタル映像 / MMC）
- 極 本番 麻生まりも（6月18日 DVD 、GLAY'z / GLAY'z ONE）
- TMA 超絶Queen 極 6時間（7月16日 DVD 、トータル・メディア・エージェンシー / TMA WORKS）
- CRYSTAL THE BEST 2003 2nd. （7月23日 DVD 、クリスタル映像 / MMC）
- 本能 ～instinct～ 麻生まりも（7月23日 レンタルDVD / DVD 、トータル・メディア・エージェンシー / TMA）
- THE NONSTOP 制服アイドル2時間（8月6日 DVD 、トータル・メディア・エージェンシー / TMA WORKS）
- 極乳 麻生まりも（8月20日 DVD 、GLAY'z / GLAY'z ONE）
- Ribon PARTY ～おっぱい12人祭り～（9月10日 DVD 、VIP / Ribon MB）
- デジタルモザイク 裏攻略 麻生まりも（9月17日 DVD 、GLAY'z / VIPER DIGITAL MONSTERS）
- デジタルモザイク Vol.054（11月15日 VHS / DVD 、MOODYZ / KILLER）
- こだわりの立ちバック 4時間（11月19日 DVD 、トータル・メディア・エージェンシー / TMA WORKS）
- TMA 巨乳極乳 PREMIUM 3（11月26日 DVD 、トータル・メディア・エージェンシー / TMA WORKS）
- 麻生まりもの巨乳レシピ（12月15日 VHS / DVD 、MOODYZ / Legend）

2005年
- 痴漢バス女子校生Collection4時間 2（1月14日 DVD 、トータル・メディア・エージェンシー / TMA）
- ドリームウーマン VOL.42（1月15日 VHS / DVD 、MOODYZ / KILLER）
- 24人のカリスマヒロイン 4時間 II（1月28日 DVD 、トータル・メディア・エージェンシー / TMA WORKS）
- Re-MIX THE BEST 3（1月28日 DVD 、クリスタル映像 / MMC）
- スイカップアナウンサー爆乳凌辱（2月15日 DVD 、MOODYZ / Legend）
- 逆ソープ天国 麻生まりも（2月18日 VHS / DVD 、アリスJAPAN）
- GLAY'z 巨乳 Dynamite! 6時間2枚組（3月4日 DVD 、GLAY'z / GLAY'z ONE）
- 爆乳 102cm 女スパイ Iカップ大作戦　麻生まりも（3月4日 DVD 、アイエナジー / 暴夢）
- 20人のカリスマ潮吹きアイドル 4時間（3月25日 DVD 、トータル・メディア・エージェンシー / TMA WORKS）
- 超巨乳アイドル 麻生まりも（4月7日 DVD 、アイエナジー / 暴夢）
- 超巨乳女教師 中出し20連発 麻生まりも（5月4日 DVD 、アイエナジー / 暴夢）
- 24人のカリスマ女子校生 4時間 III（5月6日 DVD 、トータル・メディア・エージェンシー / TMA WORKS）
- THE フ○ラチオ4時間 パーフェクトコレクション（5月13日 DVD 、ビッグモーカル / BIG MORKAL）
- 淫乱お姉さん6人 舐めまくりしゃぶりまくりシゴきまくりザーメン抜きまくり（5月19日 DVD 、アイエナジー / IE NERGY!）
- 巨乳監禁 麻生まりも（6月4日 DVD 、SODクリエイト / sm 姫神 story）
- 合法ロリータ4　淫行2時間スペシャル（6月16日 DVD 、アイエナジー / IE NERGY!）
- メイドCOLLECTION 4時間（6月24日 DVD 、トータル・メディア・エージェンシー / TMA WORKS）
- 陵辱近親相姦 娘と養父 麻生まりも（7月7日 DVD 、HIBINO / BABE）
- 好きです女子校生 RIBON 4時間BEST（7月22日 DVD 、VIP / Ribon MB）
- 電マ攻撃 AV界 NO.1 アクメ軍団（8月18日 DVD 、アイエナジー / IE NERGY!）
- 美しい女たちのレイプ白書（9月13日 DVD 、MOODYZ / BEST）
- 好きです騎乗位 RIBON 4時間BEST（9月16日 DVD 、VIP / Ribon MB）
- 追憶の野外レイプ巨乳狩り（10月28日 レンタルDVD 、シネマジック / collect）
- 爆乳×スーツの女（11月1日 DVD 、MOODYZ / BEST）

2006年
- 豊乳水着girl 13人3時間（1月1日 DVD 、MOODYZ / BEST）
- 巨乳狩り 麻生まりも（1月27日 DVD 、シネマジック / collect）
- パイズリ 13人3時間（2月13日 DVD 、MOODYZ / BEST）
- 逆ソープ天国貸切スペシャル2006（5月26日 VHS / DVD 、アリスJAPAN / BABY LON）

2007年
- Best of Advanced Actresses ～よく見るあの子は誰？～（3月8日、SODクリエイト）ゆりあ、乃亜、天衣みつ、KAEDE、萩原めぐ、星ありす、君嶋もえ、紅音ほたる、麻生まりも、松野ゆい